# Allenrolfea
Allenrolfea je biljni rod grmova iz porodice štirovki. Postoji tri priznate vrste, jedna iz Sjeverne i druga iz Južne Amerike.

## Vrste
1. Allenrolfea occidentalis (S.Watson) Kuntze
2. Allenrolfea patagonica (Moq.) Kuntze
3. Allenrolfea vaginata (Griseb.) Kuntze

## Sinonimi
- Spirostachys S.Watson